# Liste von Hornisten
In die Liste von Hornisten sind Namen von Hornisten und Hornistinnen eingetragen, die umfassende Bekanntheit erlangt haben und die Relevanzkriterien erfüllen. Die Namen in der Liste sind alphabetisch sortiert. Falls noch kein Artikel angelegt worden ist, wird bei neuen Eintragungen um eine kurze, stichpunktartige Information über Lebensdaten, Wirkungsstätten und gegebenenfalls besondere Leistungen wie Uraufführungen oder Ersteinspielungen gebeten.

## A
- Herbert H. Ágústsson (1926–2017)
- Alessio Allegrini (* 1972)

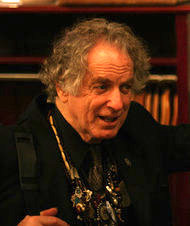
Dave Amram

- Volker Altmann (* 1943), Mitglied der Wiener Philharmoniker[1]
- Pietro Amato
- Dave Amram (* 1930)
- Karl Arnold (1920–2003), langjähriger Solohornist beim Sinfonieorchester des Südwestfunks Baden-Baden. Arnold ist unter anderem durch eine Aufnahme des Bläserquintetts op. 26 von Arnold Schönberg von 1967 bekannt. Das Stück wird kaum aufgeführt, u. a. weil die Hornstimme hohe Anforderungen an den Hornisten stellt.
- Peter Arnold (* 1952)
- Jean Désiré Artôt (1803–1887)

## B
- Radek Baborák (* 1976)

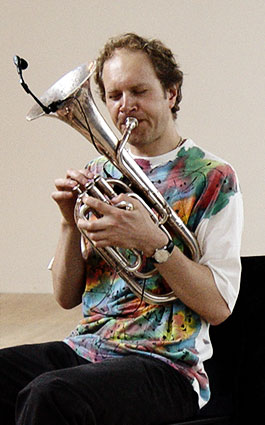
Django Bates

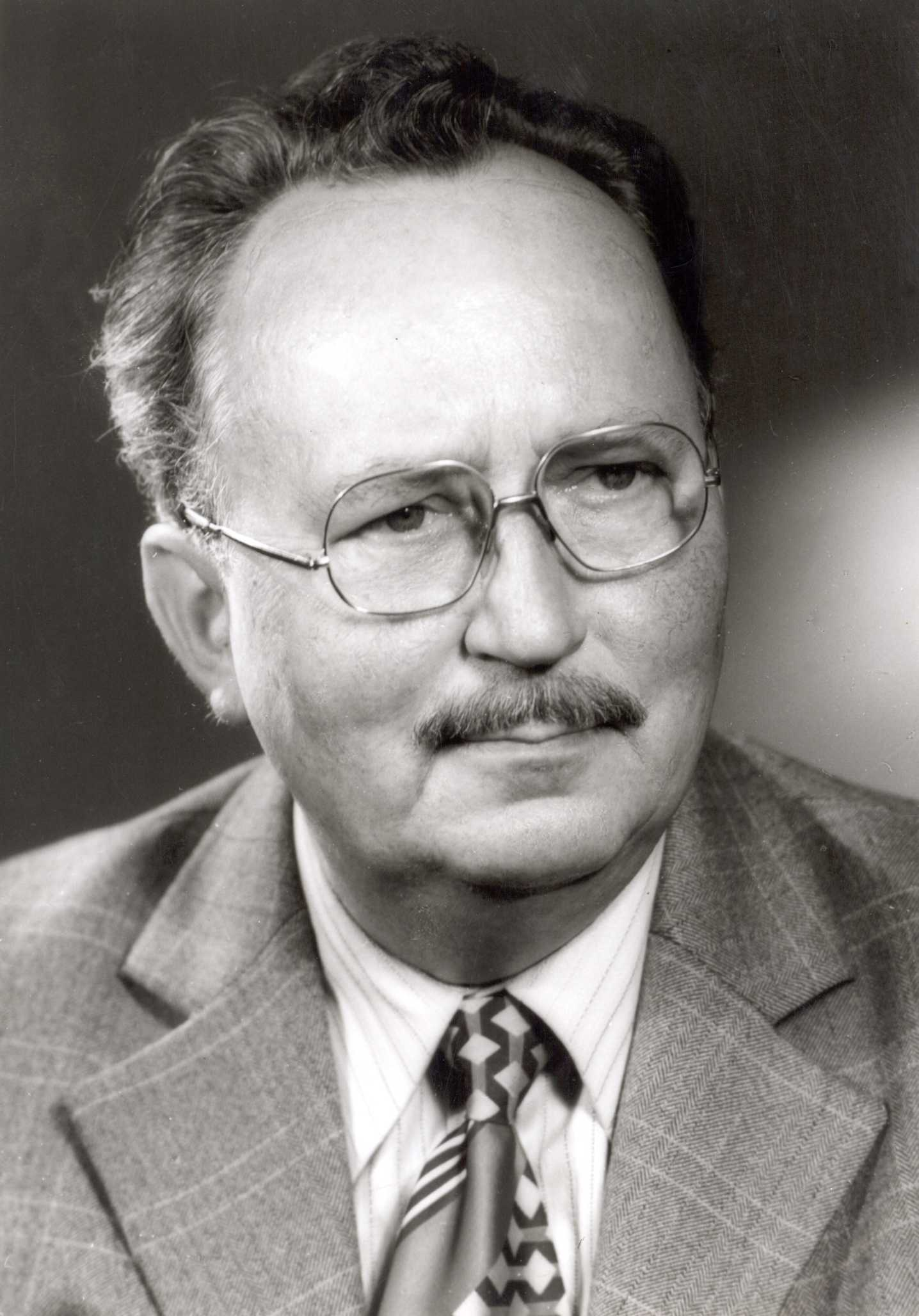
Karl Biehlig

- Joachim Bänsch (* 1954), Solohornist im SWR-Sinfonie-Orchester in Stuttgart[2]
- Georges Barboteu (1924–2006)
- John R. Barrows (1913–1974)
- Django Bates (* 1960), britischer Jazzmusiker (Horn, Klavier, Keyboard), Gruppen Earthworks, Loose Tubes, Delightfull Precipes (auch Bandleader), The Dedication Orchestra, JazzBaltica-Ensemble, Hochschullehrer Rytmisk_Musikkonservatorium, Kopenhagen
- Hermann Baumann (1934–2023)
- Konstantin Becker (* 1960)[3]
- Matthias Berg (* 1961), deutscher klassischer Hornist
- Roland Berger (* 1937)
- Linus Bernoulli (* 1983)
- Alexandrú Bertalan[4]
- Karl Biehlig (1920–1998)
- Andreas Binder (* 1969), Hornist und Komponist bei Harmonic Brass
- Joe Bishop (1907–1976), US-amerikanischer Jazz-Musiker (Horn, Trompete), Isham-Jones-Orchester, Woody-Herman-Band
- Javier Bonet-Manrique (* 1965)
- Friedrich Adolf Borsdorf (1854–1923), deutscher Solohornist und Mitgründer des London Symphony Orchestra, London Philharmonic Orchestra, Hochschullehrer Royal College of Music
- Rogier Bosman (* 1974), niederländischer Jazz-Musiker (Horn, Trompete, Tuba), Gruppen Toneelgroep Oostpool, Het RO-theater, Metropole Orkest, Wereldband, Komponist und Arrangeur, Hochschullehrer Den Haag
- Hubert Bradel (1920–2002)
- Dennis Brain (1921–1957)
- Martin Bramböck (* 1963)
- Józef Brejza (* 1936)
- Bernhard Brüchle (1942–2011)[5]
- Jörg Brückner (* 1971)
- Wilhelm Bruns (* 1963)
- Michail Bujanowski (1891–1966)
- Witali Bujanowski (1928–1993)

## C
- Mahir Çakar (* 1945)
- Ozan Çakar (* 1978)[6]
- Domenico Ceccarossi (1910–1997)
- John Cerminaro (* 1947)
- James Chambers (1920–1989)
- Vincent Chancey (* 1950)
- Mark Charig (* 1944)
- Kaoru Chiba (1928–2008)
- Lukas Christinat (* 1965)
- Alan Civil (1929–1989)

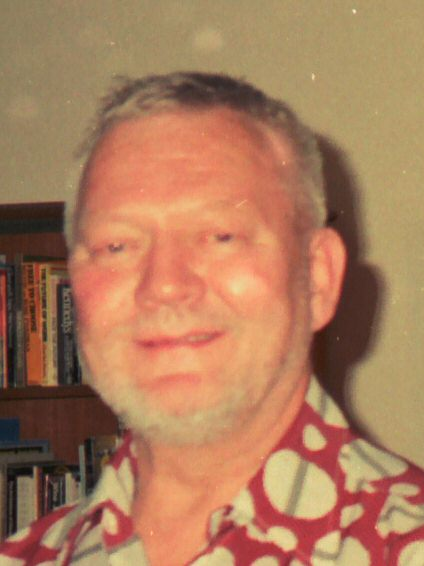
Alan Civil

- Dave Claessen (* 1975), seit 1998 3./1. Hornist des NDR Elbphilharmonie Orchesters[7]
- John Clark (* 1944), Jazzmusiker
- Dale Clevenger (1940–2022)
- Christopher Cooper (* 1967)
- David Cripps

## D
- Joe Daley (1949–2025)

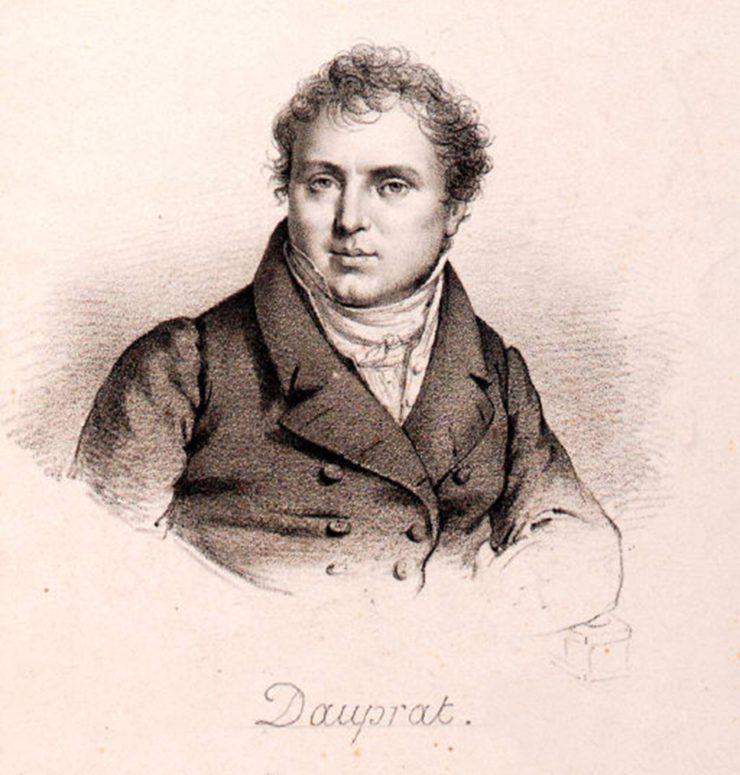
Louis François Dauprat

- Christian-Friedrich Dallmann (* 1955)
- Peter Damm (* 1937)
- Olivier Darbellay (* 1974)
- Louis François Dauprat (1781–1868)
- David Defries (* 1952)
- Vincent DeRosa (* 1920), amerikanischer Hornist des Los Angeles Philharmonic Orchestra, Orchester Henry Mancini, Filmmusiker
- Pascal Deuber (* 1992)
- Adrian Diaz Martinez, seit 2014 Mitglied der Horngruppe des NDR Elbphilharmonie Orchesters[8]
- Stefan Dohr (* 1965)
- Heinrich Domnich (1767–1844)
- Peter Dorfmayr (* 1989)
- Sergei Dowgaljuk (* 1962)
- Nigel Downing (* 1959)
- Ivo Dudler (* 1994)
- Frédéric Duvernoy (1765–1838)

## E
- Hermann Ebner
- Christoph Eß
- Horst Ebbert †, Solohornist Philharmonisches Orchester Bielefeld

## F
- Mike Fahn (* 1960)
- Philip Farkas (1914–1992)
- Thomas Flender (* 1970)
- Dudley Fosdick (1902–1957)
- Holger Fransman (1909–1997)
- Sharon Freeman (* vor 1973)
- Albin Frehse (1878–1973)

Gottfried von Freiberg, 1956

- Gottfried von Freiberg (1908–1962)
- Ádám Friedrich (* 1937), Solohornist des Ungarischen Staatsorchesters, Professor des Musikakademie Budapest, ehemaliger Vizepräsident des IHS

## G
- Wolfgang Gaag (* 1943)
- Friedrich Gabler (1931–2016)
- Guillaume Gagnier (1890–1962)

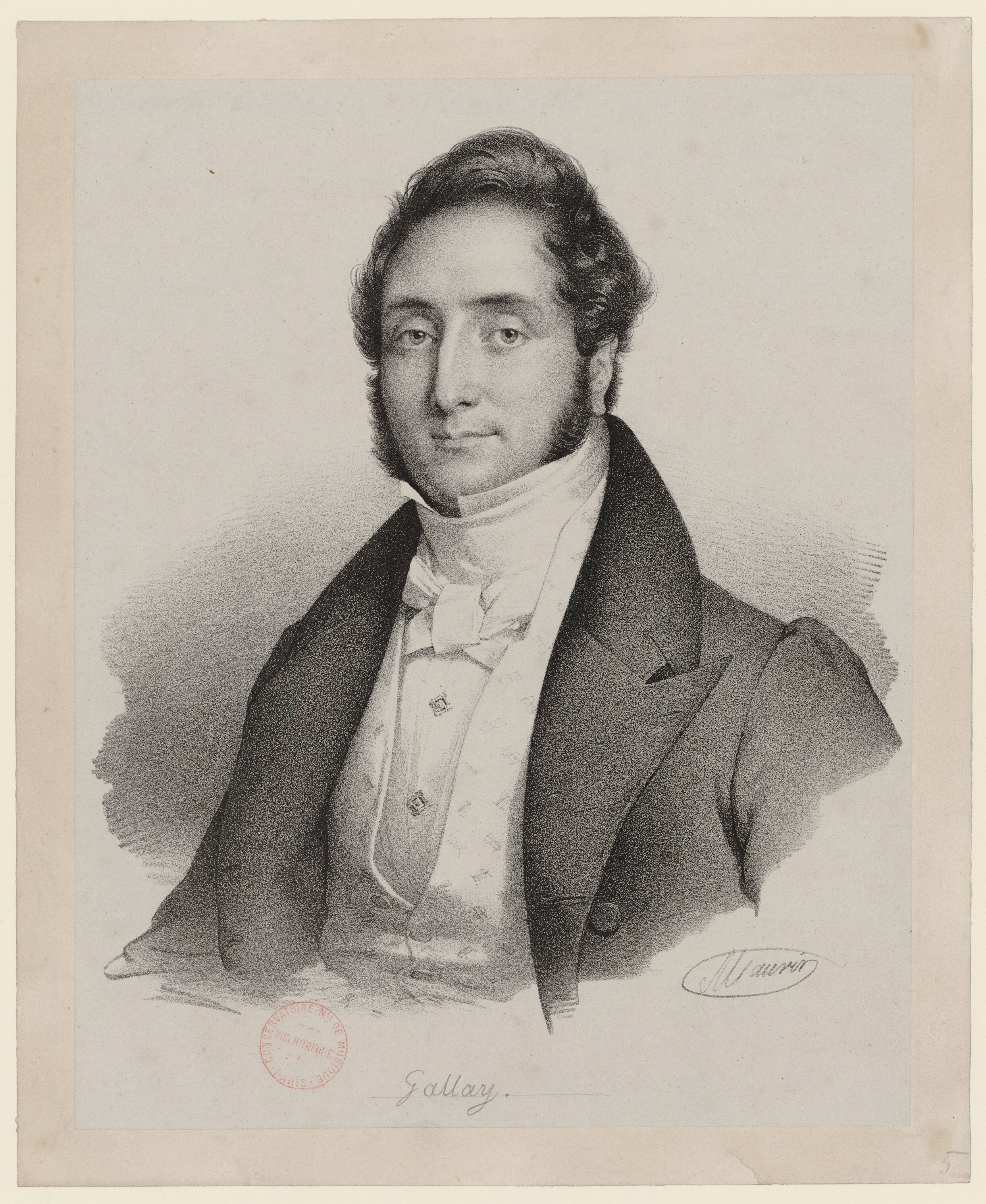
Jacques François Gallay

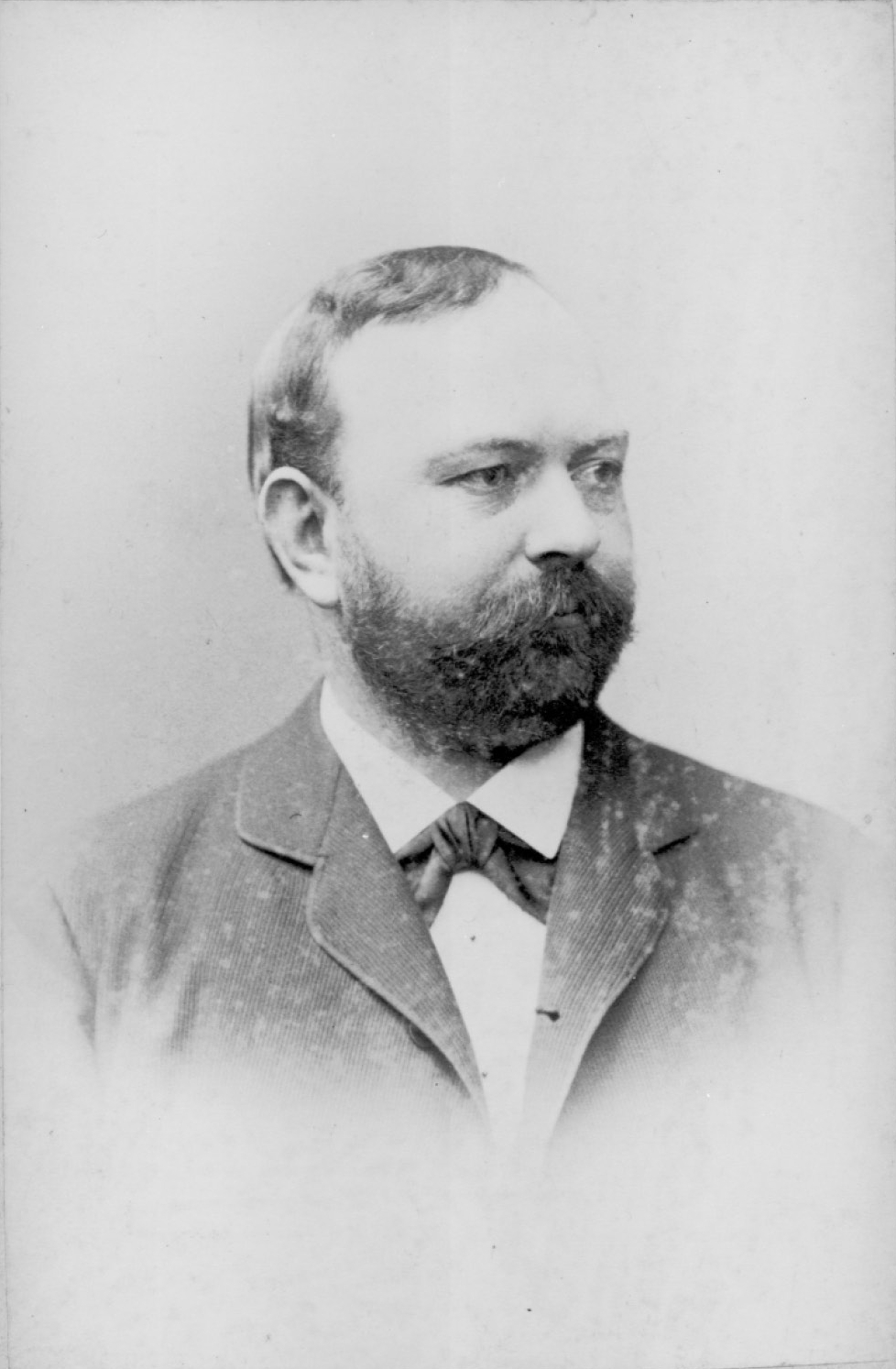
Friedrich Gumpert

- Jacques François Gallay (1795–1864)
- Michel Garcin-Marrou
- Ivo Gass (* 1981)
- Carl Geyer (1880–1973)
- Ralf Götz
- John Graas (1924–1962)
- Lowell Greer
- Mischa Greull (* 1969), Solohornist beim Tonhalle-Orchester Zürich
- Nury Guarnaschelli (* 1966)
- Friedrich Gumpert (1841–1906)

## H
- Martin Hackleman (* 1952)
- Anthony Halstead
- Anton Joseph Hampel (~1710–1771)
- Xiao-Ming Han
- Norbert Hauptmann (* 1942)
- Thomas Hauschild
- Jakob Hefti (* 1947)
- Tobias Heimann (* 1975)
- Reiner Heimbuch (1940–2006)
- Egon Hellrung
- Sören Hermansson (* 1956)
- Max Hess (1878–1975)
- Minoru Hirata-Komiya (* 1961)
- Helen Kotas Hirsch (1916–2000)
- Maximilian Höcherl (* ≈1989)
- Reiner Hoffmann (* 1938)
- Thomas R. Hoffmann (* 1967)
- Günter Högner (1943–2018)
- Uwe Holjewilken
- Herbert Holtz (1894–1980)
- Michael Höltzel (1936–2017)
- Konstantin Friedrich Homilius (1813–1902)
- Sweer Horling (* 1940), Solohornist des Niedersächsischen Symphonie-Orchesters Hannover, Coburg
- Anton Horner (1877–1971)
- Roland Horvath (* 1945)
- Wendell Hoss (1892–1980)
- Manuel Huber (* 1988)
- Carl Heinrich Hübler (1822–1893)
- Ulrich Hübner
- Fritz Huth (1908–1980)

## I
- Antonio Iervolino (1912–1990)

## J
- Ben Jacks (* 1975), australischer Hornist, u. a. Sydney Symphony Orchestra
- Ifor James (1931–2004)
- Kurt Janetzky (1906–1994)
- Florian Janezic (* 1971), Bruder von Ronald
- Ronald Janezic (* 1968)
- Willibald Janezic (* 1945), Vater von Ronald und Florian
- Herman Jeurissen (* 1952)
- Thomas Jöbstl (* 1978)
- David Johnson
- David Jolley
- Mason Jones (1919–2009)
- Andrew Joy (* 1952)

## K
- Elena Kakaliagou (* 1979)
- Franz Kanefzky (* 1964)

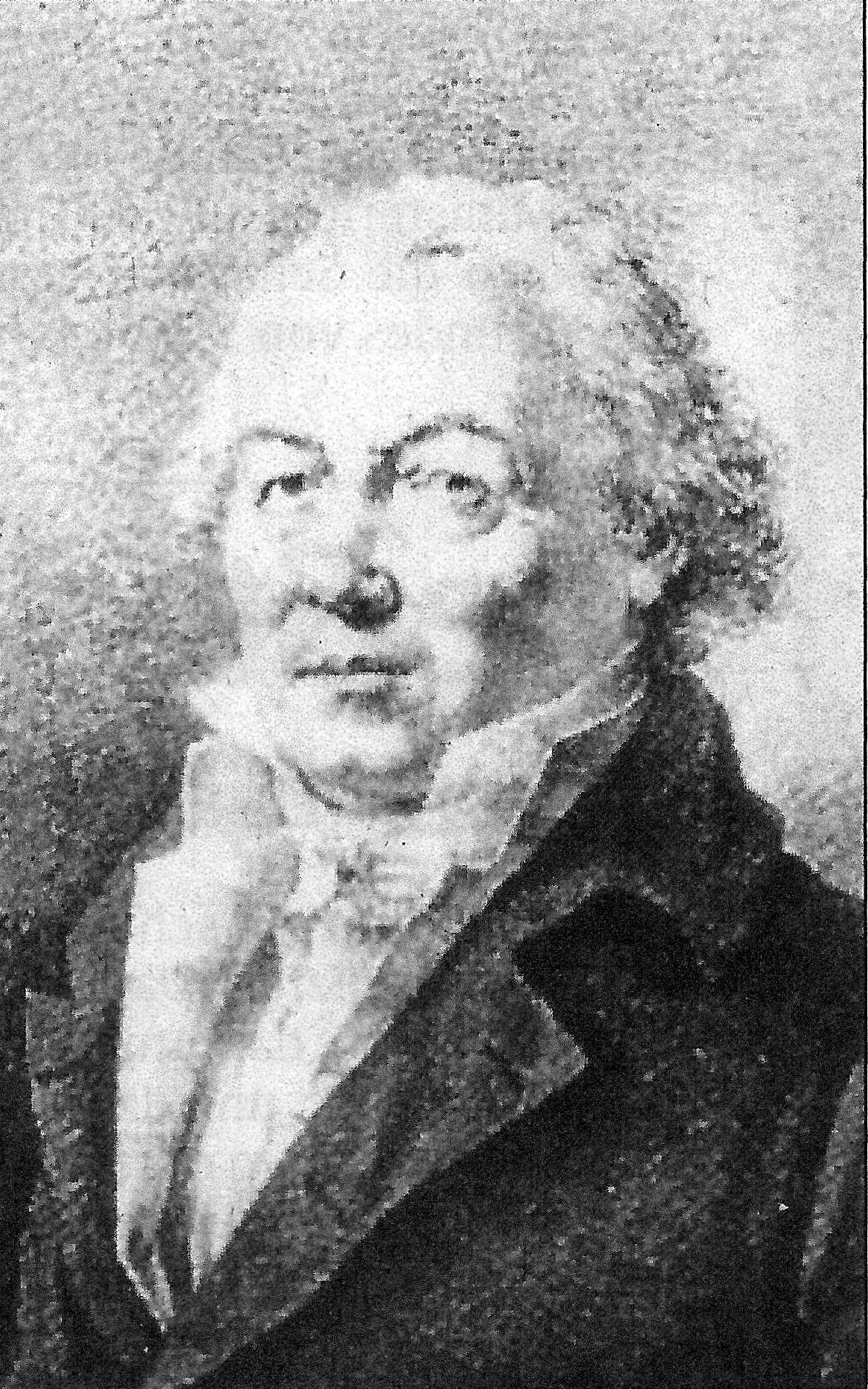
Johann Josef Kenn

- Siegfried Karow (1943–2023), Solohornist der Philh. Essen und der Philh. Hungarica, sowie Dirigent der Bläserphilharmonie Iserlohn
- Heinrich Keller (1918–1990)
- Joseph Kenn (1757–1840)
- Olaf Klamand, Niedersächsisches Symphonie-Orchester und Münchner Philharmoniker
- Amanda Kleinbart (* 1986), seit 2014 Wechselhornistin beim NDR Elbphilharmonie Orchester[9]
- Felix Klieser (* 1991)
- Henri Adrien Louis Kling (1842–1918)
- Arvids Klisans (* 1934)
- Joachim  Kluge, Professor, Philharmonisches Orchester Bremen
- Matthias Kofmehl (* 1953)
- Georg Kopprasch (≈ 1800–1850)
- Jörn Köster (* 1975), Hornist im Gürzenich-Orchesters Köln
- Helen Kotas Hirsch (1916–2000)
- Dietmar Krentz, Beethoven-Orchester Bonn
- Bernhard Krol (1920–2013)
- Bernhard Krug, 1. Solo-Horn im Gewandhausorchester
- Wilfried Krüger (* 1947)
- Hans-Jürgen Krumstroh (* 1966)
- Barnabás Kubina, Deutsches Symphonie-Orchester Berlin
- Bernd Künkele (* 1964)

## L
- Christian Lampert (* 1967)

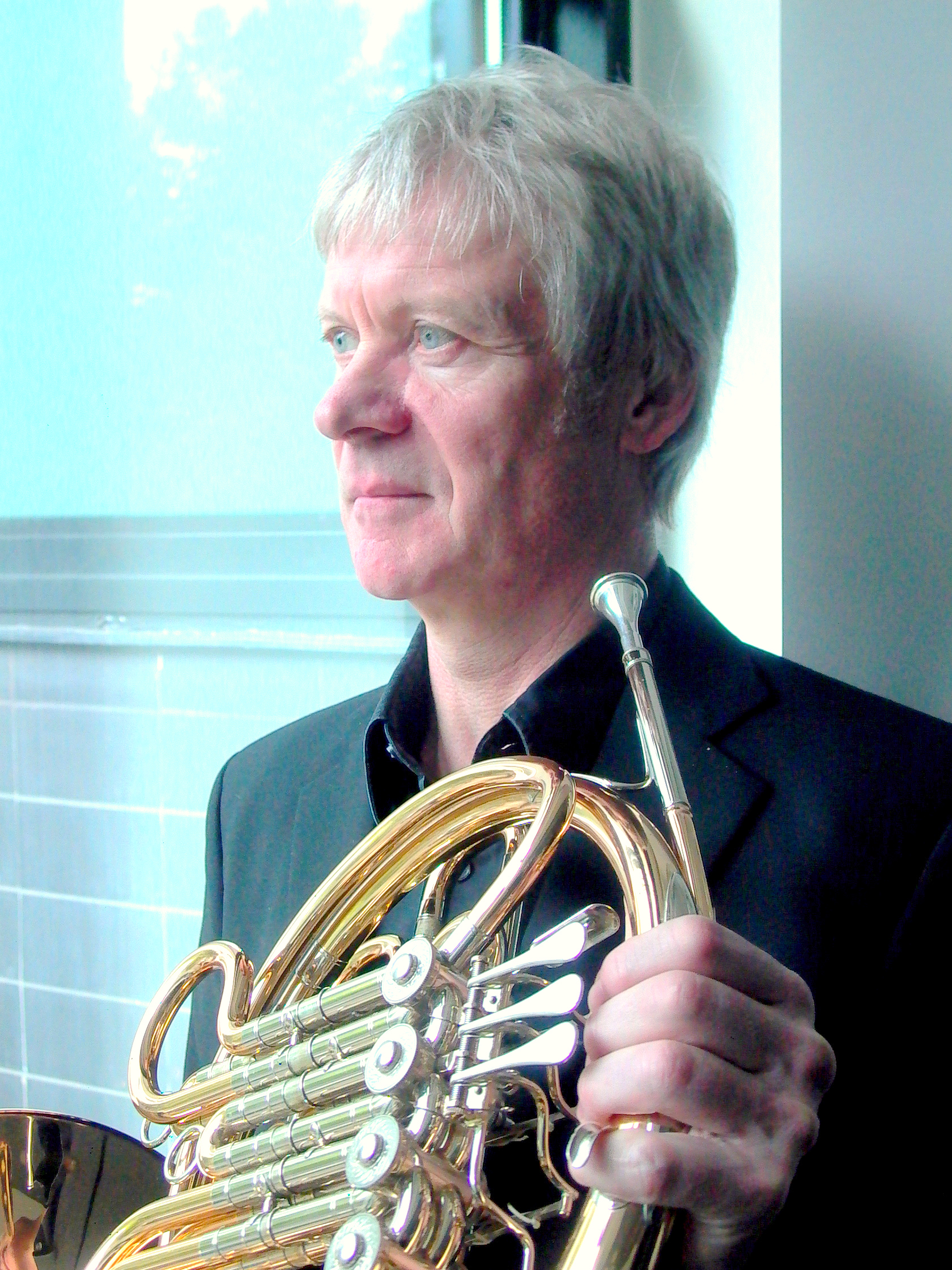
Frank Lloyd

- Ib Lanzky-Otto (1940–2020), dänischer Solohornist des Royal Philharmonic Orchestra Stockholm
- Wilhelm Lanzky-Otto (1909–1991)
- Joseph Leitgeb (1732–1811), österreichischer Hornist, Zeitgenosse Mozarts, dem Mozart mehrere Werke gewidmet hat
- Edmond Leloir (* 1913)
- Eduard Constantin Lewy (1796–1846)
- Josef Rudolf Lewy (1802–1881)
- Franz Liftl (1864–1932)
- Frank Lloyd (* 1952)
- Debra Luttrell (* 1963)

## M
- Zoltán Mácsai (1985)
- Hermann Märker (* 1935)
- Sibylle Mahni (* 1974)
- Gus Mancuso (1933–2021)
- Markus Maskuniitty (* 1967)
- Martin Mayes (* 1952)
- Hector McDonald (* 1953)
- Harold Meek (1914–1998)
- Jürgen Merkert (1972)
- Tony Miranda (1919–2001)
- Ingbert Michelsen (1917–1991)
- Henrik Moderegger
- Sharon Moe (1942–2025)
- Theo Molberg
- Richard Moore (1914–1988)
- Reginald Morley-Pegge (1890–1972)
- Richard Mosthaf (* 1962), Brandenburger Symphoniker, Jacaranda Ensemble
- Bernhard Eduard Müller (1841–1920)
- Thomas Müller (* 1956)

## N
- Franz Nauber (1876–1954)
- Franz Nauber (1911–2001)
- Jeff Nelsen (* 1970)
- Hermann Neuling (1897–1967)
- Gustav Neudecker (1921–2009)
- Marie-Luise Neunecker (* 1955)

## O
- Carl Oestreich (1800–1840)
- Ōguri Hiroshi (1918–1982)
- David Ohanian
- Günter Opitz (1928–2016)

## P

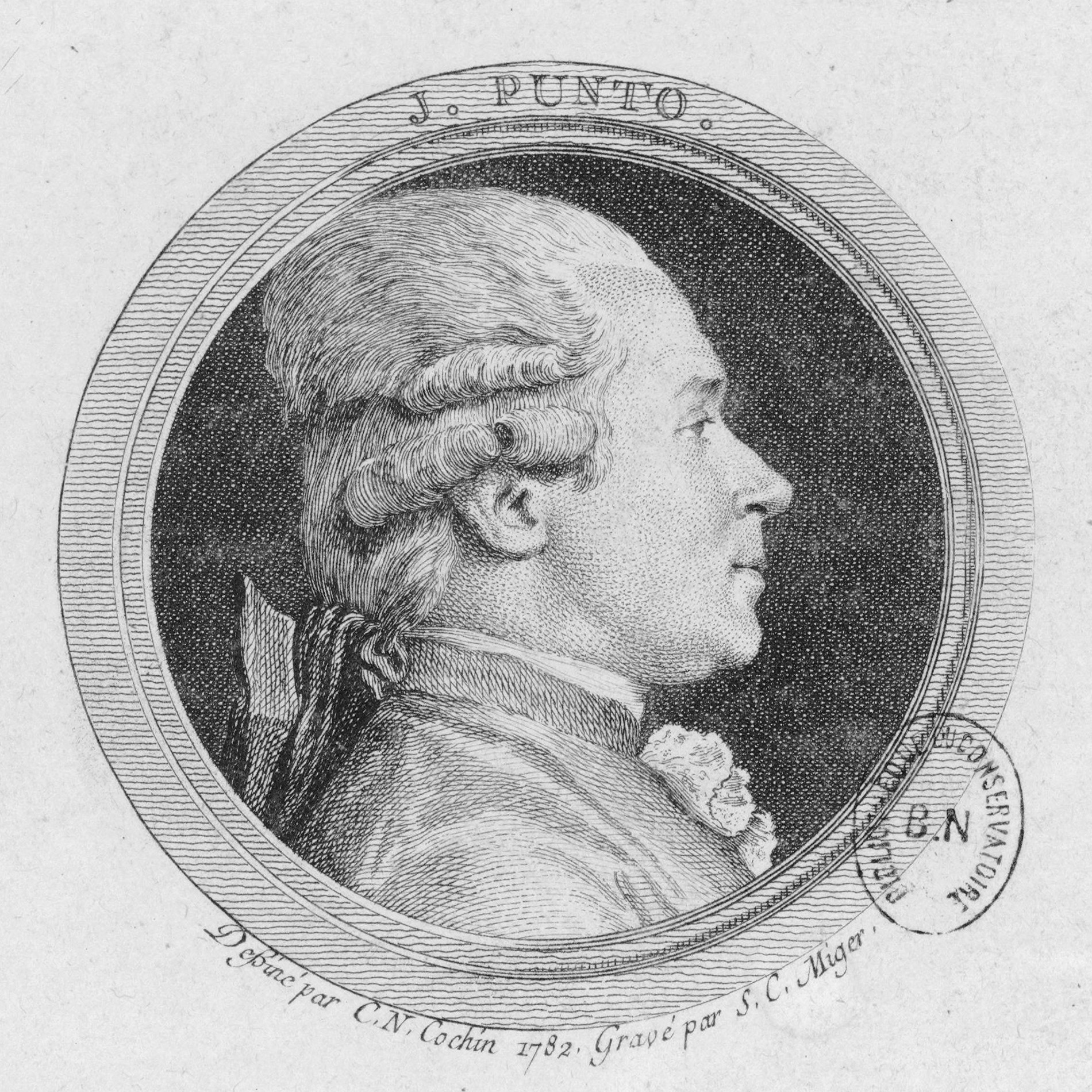
Giovanni Punto

- Kurt Palm (* 1938)
- Graeme Page
- Ernst J. Paul (1907–1979)
- Rafael Payare (* 1980)
- Jeremy Pelt (* 1976)
- Erich Penzel (* 1930)
- Karl Pituch
- Erich Pizka (1914–1996)
- Hans Pizka (* 1942)
- Jens Plücker (* 1972)
- Valeri Polech (1918–2006)
- Joachim Pöltl (* 1953)
- Claudio Pontiggia (* 1963)
- Max Pottag (1876–1970)
- Giovanni Punto (1746–1803)
- William Purvis (* 1948)
- Charles Putnam (* 1956)
- David Pyatt (* 1974)

## R
- Jim Rattigan (* 1960)
- Josef Reif (* 1980)
- Verne Reynolds (* 1926)
- Kurt Richter (1915–2007)
- Barry Ries (* 1952)
- Johannes Ritzkowsky (* 1946)
- Donna Dolson Roath
- William C. Robinson
- Clemens Röger
- Bob Ross (* 1954)
- Robert „Bobby“ Routch (1948–2024)
- Thomas Ruh (* 1972)
- Ioan Ratiu

## S
- Georgi Salnikow (1923–2015)
- Will Sanders (* 1965 ?)
- Lorenzo Sansone (1881–1975)
- Jan Schroeder (1942–2019)

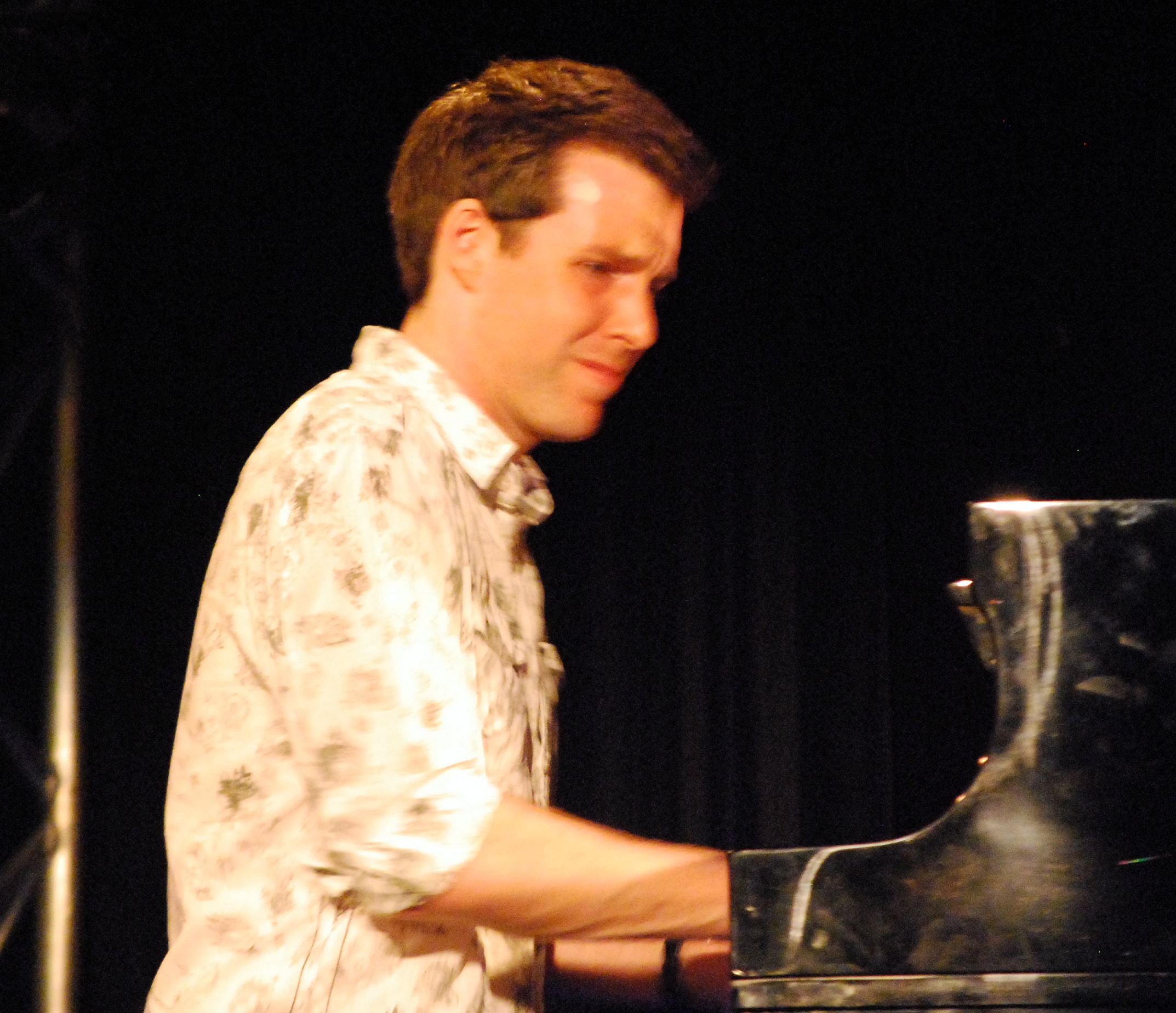
Gwilym Simrock

- Josef Schantl (1842–1902), gründete den Wiener Waldhornverein
- Waldemar Schieber (1927–2023)
- Arkadi Schilkloper (* 1956), russischer Jazzmusiker
- Sebastian Schindler (* 1981)
- Günther Schlund (1928–2004)
- Bruno Schneider (* 1957)
- Günter Schnock (1934–1990), Hornist an der Deutschen Oper am Rhein Düsseldorf, Kath. Kirchenmusiker, Komponist, Hornpädagoge
- Gunther Schuller (1925–2015)
- Johannes Schuster
- Amand Schwantge (1933–2006)
- Norman Schweikert (* 1937)
- László Seeman (* 1975)
- Samuel Seidenberg (* 1978)
- Gerd Seifert (1931–2019)
- Alan Shorter (1932–1988)
- Gwilym Simcock (* 1981)
- Konstantinos Siskos (* 1973)
- James Sommerville
- Ernst Stagge
- James Stagliano (1912–1987)
- Friedrich Starke (1774–1835)
- Peter Steidle (* 1939)
- Rolf Dieter Stein (1937–2013), Hornist in Hilchenbach, Orch. Mainz, Oper Frankfurt, NDR Hamburg
- Norbert Stertz (* 1965)
- Karl Stiegler (1876–1932), österreichischer Solohornist der Wiener Staatsoper und der Wiener Symphoniker, Hochschullehrer an der Wiener Akademie für Musik und darstellende Kunst, Hornist bei Uraufführungen von Werke u. a. von Richard Strauss
- John Geoffrey Stobart
- Claudia Strenkert
- Josef Suttner (1881–1974)
- Heinrich Stölzel (1777–1844)
- Lars Michael Stransky (* 1966)
- Franz Strauss (1822–1905), deutscher Hornist in der Bayerischen Hofkapelle, Komponist, Hochschullehrer an der Musikakademie München, Vater von Richard Strauss
- Laszlo Szlavik (* 1967)

## T
- Jaan Tamm (1875–1933)
- Charles Tanguy (1845 – n. 1909)

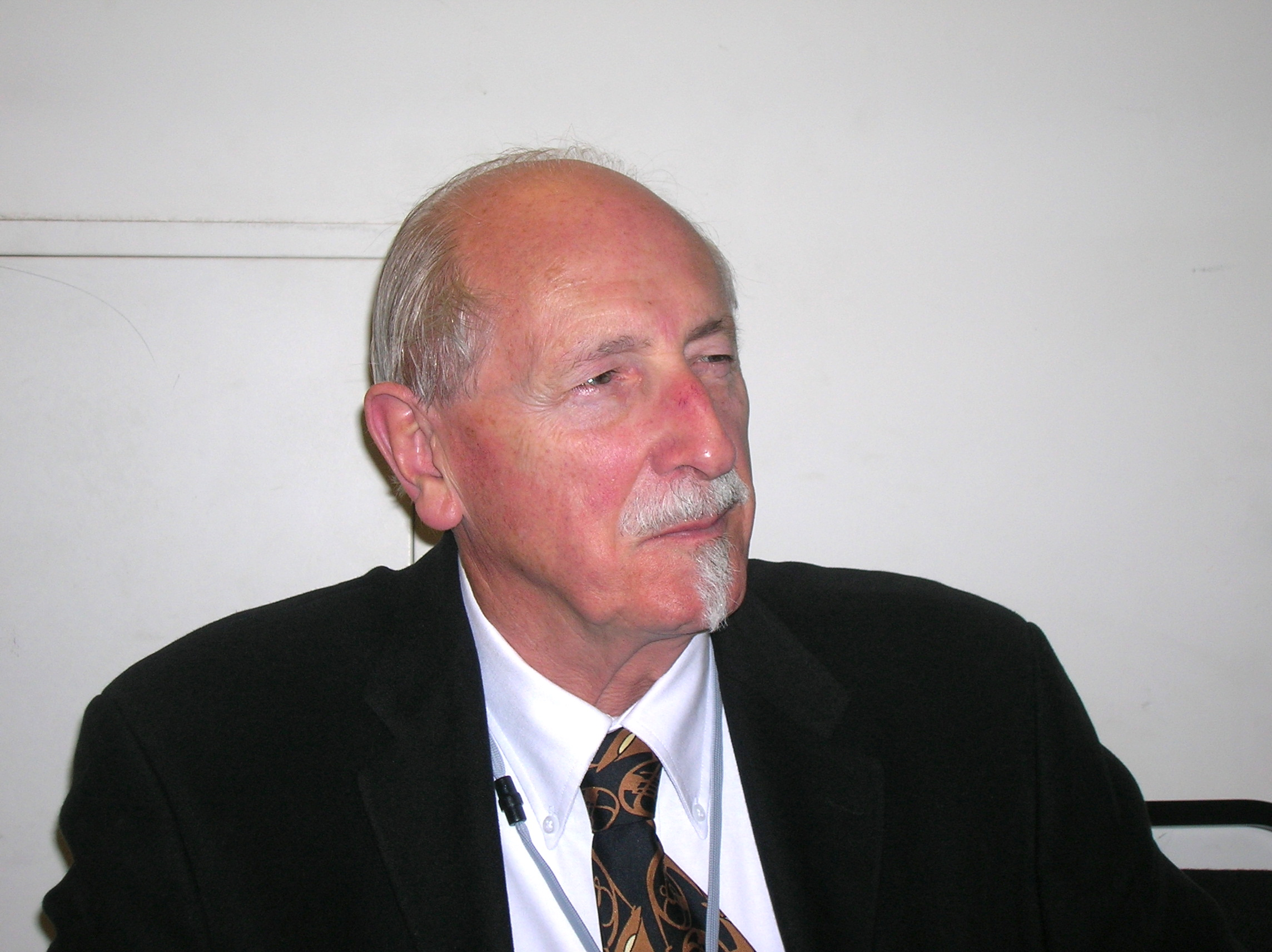
Barry Tuckwell

- Esa Tapani (* 1968), finnischer Hornist, Professor für Horn an der Hochschule für Musik und Darstellende Kunst Frankfurt am Main
- Ferenc Tarjáni (* 1938)
- Mark Taylor (* 1961)
- Peter Ternay (* 1969)
- Kristin Thelander (* 1954)
- Lucien Thévet (1914–2007)
- Brooks Tillotson (1930–2018)
- Konstantin Timokhine (* 1973)
- Wolfgang Tomböck (* 1957)
- Barry Tuckwell (1931–2020)
- Kerry Turner
- Bedřich Tylšar (* 1939)
- Zdeněk Tylšar (1945–2006)

## V
- Willem Valkenier (1887–1986)
- Tom Varner (* 1957)
- Josef Veleba (1914–1997)
- Kees Versney (1917–2001)
- István Vincze (1944–2014)
- Radovan Vlatković (* 1962)
- Andreas Vogl

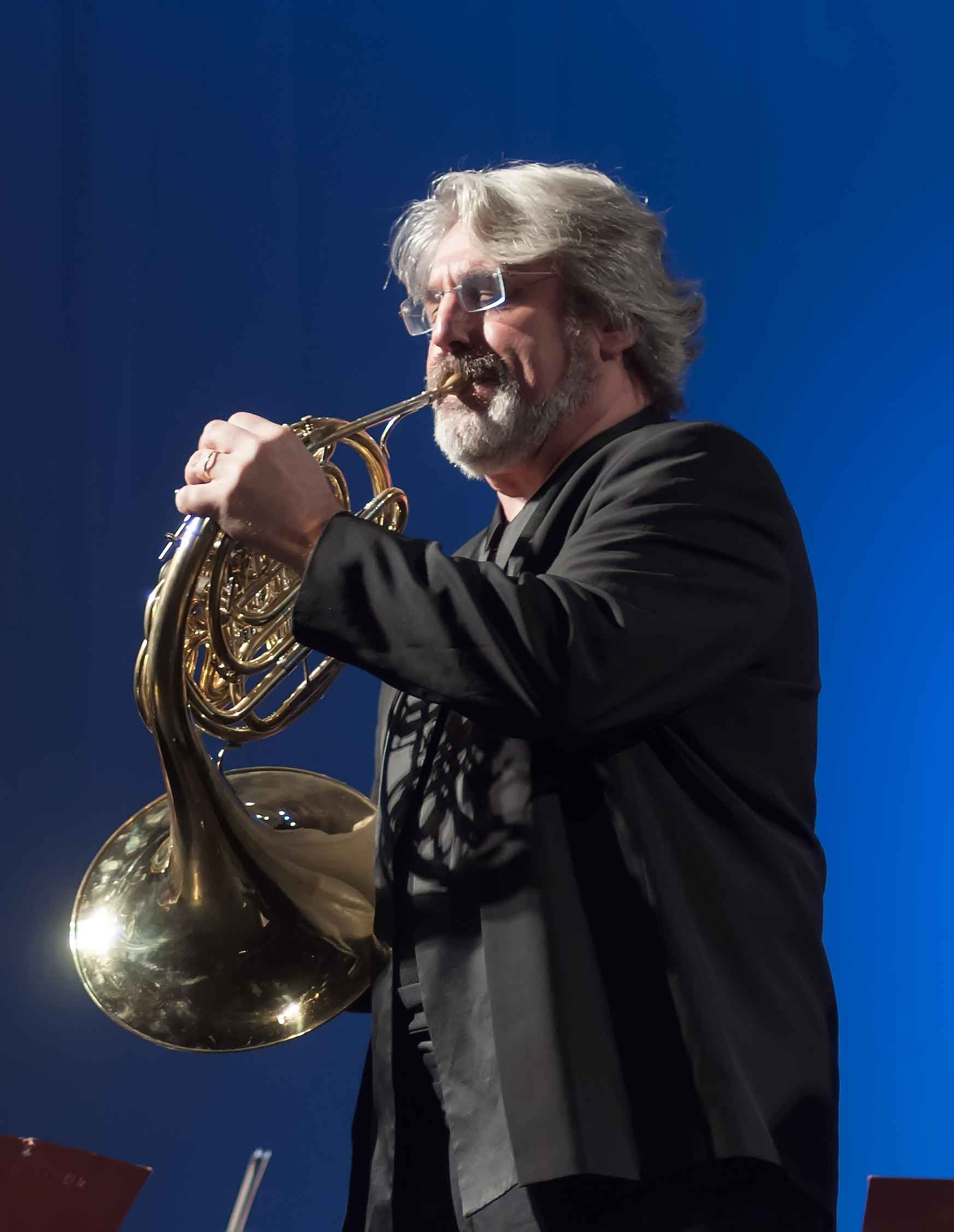
Radovan Vlatković (2018)

- Louis-Edouard Vuillermoz (1896–1939)

## W
- Klaus Wallendorf (* 1948)
- Robinson Wappler (* 1968)
- Julius Watkins (1921–1977)
- Sebastian Weigle (* 1961)
- Frøydis Ree Wekre (* 1941)
- Kate Westbrook (* 1939)
- Johannes-Theodor Wiemes (* 1960)
- Sarah Willis (* 1968)
- Geoffrey Winter (* nach 1957)
- James Winter (1919–2006)
- Wolfgang Wipfler (* 1965)

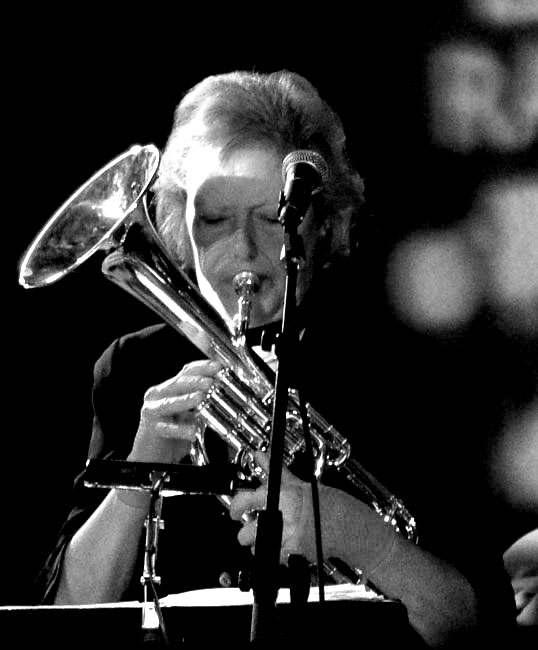
Kate Westbrook

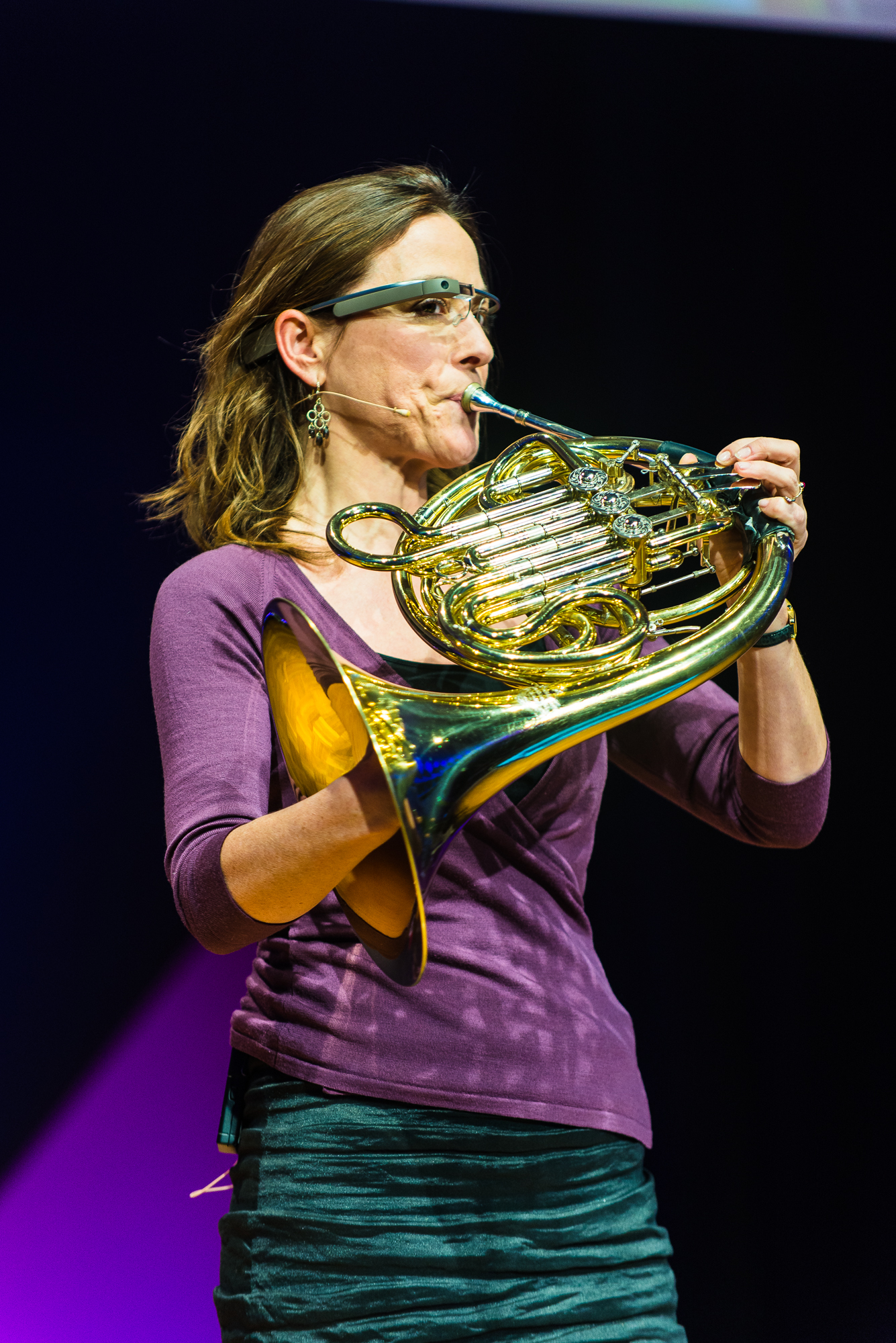
Sarah Willis

- Emil Wipperich (1845–1917), österreichischer Solohornist der Wiener Philharmoniker, Hochschullehrer an der Wiener Musikakademie
- Jan Wolff (1941–2012)
- Katy Woolley (* ≈1989), britische Solohornistin beim Concertgebouw-Orchester in Amsterdam
- Anton Wunderer (1850–1906)
- Otto Würsch (1908–1962)

## Z
- Paul van Zelm (* 1964)
- Szabolcs Zempléni (* 1981)
- Maksymilian Zimoląg (Max Zimolong) (1905–1986)
- Zbigniew Żuk (* 1955)